# Св. св. Константин и Елена (Свекяни)
„Св. св. Константин и Елена“ или „Свети Константин“ (на македонска литературна норма: „Св. Константин и Елена“, „Свети Константин“) е православна манастирска църква в тиквешкото село Свекяни, централната част на Северна Македония, част от Повардарската епархия на Македонската православна църква – Охридска архиепископия.
Първоначалната църква датира от края на IX – началото на X век. Проучена е археологически в 1965 година. В първата си фаза е еднокорабна църква без купол с ниска полукръгла отвън апсида. Във втората строителна фаза корабът на храма е значително удължен на запад. Открит е фрагмент от надпис и с кирилски и с глаголически букви, който служи за датировка на първоначалния храм. Първият слой стенописи е от X век, а вторият – от XIII век. През 30-те години на XX век е изграден нов храм.